# Sea Skua

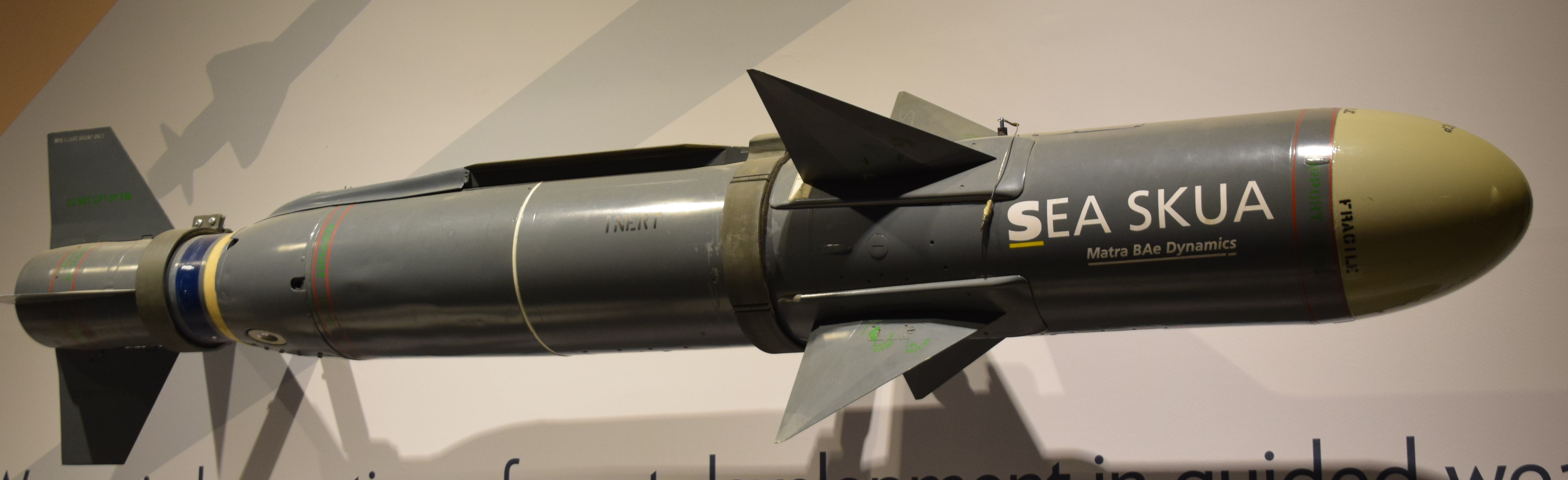
Pocisk Sea Skua

Sea Skua (ang. Wydrzyk wielki) – brytyjski przeciwokrętowy pocisk rakietowy budowany w wersjach do wystrzeliwania z okrętów nawodnych (klasy woda-woda), samolotów, śmigłowców (klasy powietrze-woda) i wyrzutni brzegowych na platformach samochodów ciężarowych. Początkowo system służył do zwalczania małych okrętów nawodnych. Głównie wykorzystywany przez śmigłowce.

## Opis
Sea Skua został opracowany na zamówienie Royal Navy. Prace badawcze w British Aircraft Corporation (od 1977 British Aerospace, dziś MBDA) rozpoczęto w 1972. Pierwsze pociski kierowane zostały dostarczone w 1982.
Sea Skua jest używany głównie przez helikoptery i może być przenoszony przez wiele typów, np.  Westland-Lynx lub Sea-King.
Po oddzieleniu się od śmigłowca następuje krótka faza startu bez zasilania. Silnik rakietowy startuje  w bezpiecznej odległości od helikoptera. To przyspiesza pocisk do prędkości około Mach 0,8 (ok. 1000 km/h), a pocisk opada pod stromym kątem do wysokości przelotowej od 2 do 5 m nad lustrem wody (w zależności od stanu morza). Wykorzystując platformę nawigacji inercyjnej i wysokościomierz radarowy AHV-7, pocisk utrzymuje kurs na swój cel. Przez ostatnie 2 km od celu pocisk kierowany wymaga tzw. radarowego oświetlenia celu. Opiera się to na zasadzie półaktywnego wyszukiwania celów radarowych (radar pasywny). W tym celu helikopter wykorzystuje swój radar pokładowy do oświetlenia celu. Pokładowy radar w sposób ciągły wysyła fale radarowe w kierunku celu. Sea Skua ma tylko jeden odbiornik sygnału, który sam nie przesyła żadnych sygnałów radarowych, a jedynie je odbiera. Głowica poszukiwacza Sea Skua wykorzystuje odbitą falę radaru do znalezienia celu. Rakieta uderza w cel na wysokości fali w kadłubie statku. W optymalnym przypadku, pocisk przebija burtę, a głowica eksploduje wewnątrz okrętu (statku).
Wersja Sea Skua SL była rozwijana w latach 1981-1988. Jest instalowana głównie na małych jednostkach (łodziach patrolowych). Tam Sea Skua SL znajduje się w kontenerze, w którym można go przechowywać, ale jednocześnie wystrzeliwać. Łodzie patrolowe, które mają być w nie wyposażone, muszą być również wyposażone w radar Seaspray 3000 lub Mk. 3, który służy do namierzania i oświetlania celu.
Pocisk w wersji SL może być również zainstalowany na wyrzutniach lądowych na podwoziu samochodowym w celu obrony wybrzeża.

## Platformy montowania pocisków
Śmigłowce:
- Westland Lynx – cztery pociski
- Sea King – cztery pociski
- AB-212 – dwa pociski
- NH90 – cztery pociski

Samoloty:

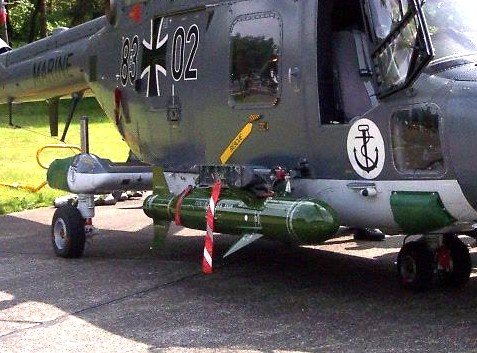
Sea Skua na Westland Lynx z Niemieckiej Marynarki Wojennej (Marine)

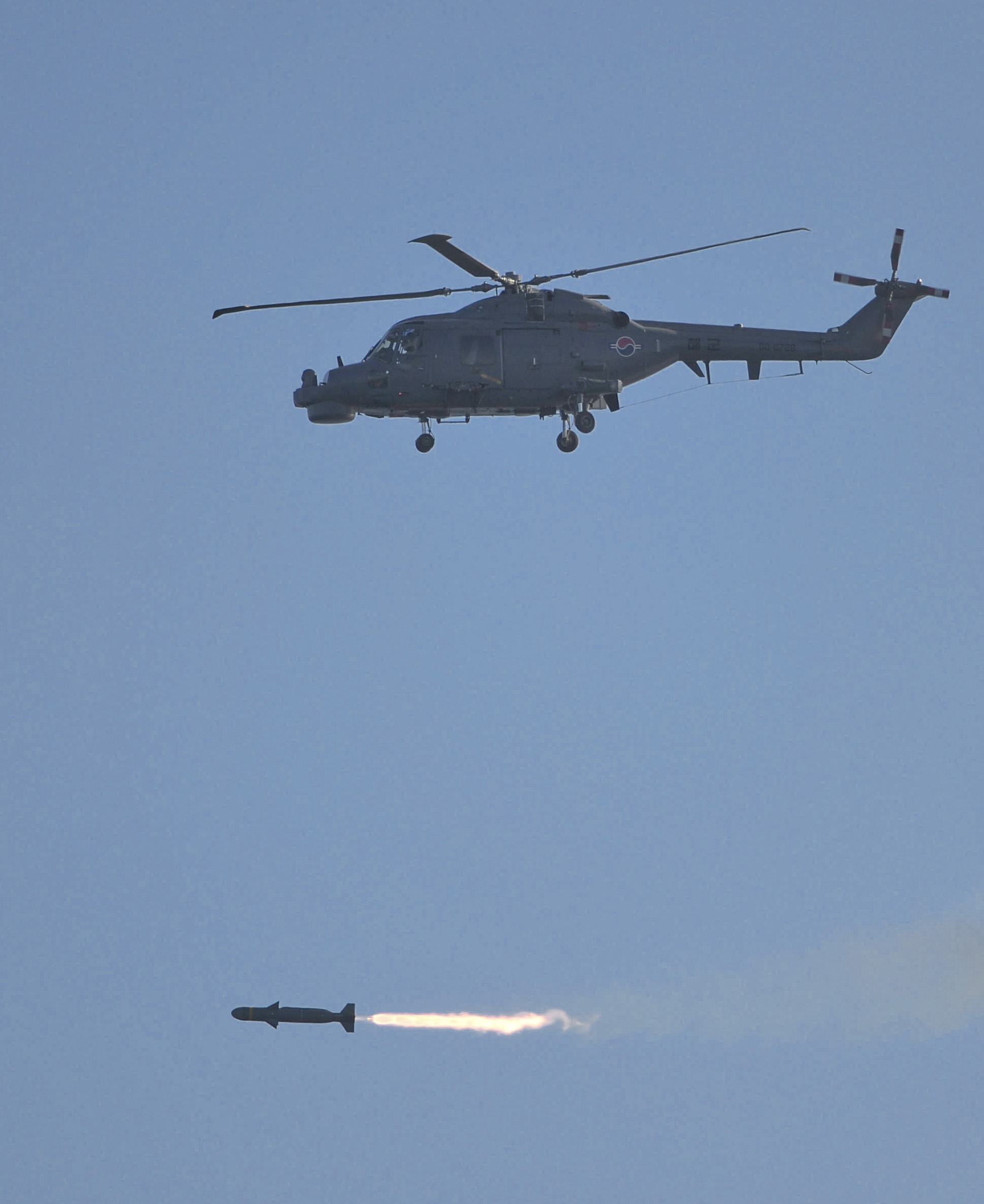
Wystrzelenie Sea Skua z helikoptera

- Britten-Norman Defender 4000 – cztery pociski

 Okręty:  '(Sea Skua SL)
- kutry rakietowe typu Um Al Maradim (Combattante I) – cztery pociski (mała jednostka o długości 42 m i 24 załogi)

## Użycie bojowe Sea Skua

### Wojna o Falklandy
Sea Skua pierwszy raz wykorzystany został w warunkach bojowych 2 maja 1982  w wojnie o Falklandy. Z dwóch helikopterów zostały odpalone z odległości ok. 6,5 km cztery rakiety podczas silnych burz śnieżnych na argentyński okręt  patrolowy ARA "Comodoro Somerella", który uważany jest za pierwszy okręt zatopiony przez śmigłowiec (są sprzeczne doniesienia) i ARA „Alférez Sobral”, który mimo ciężkich uszkodzeń  odpłynął w kierunku kontynentu i dotarł do portu Puerto Deseado. Cztery kolejne rakiety zostały później wystrzelone w kierunku wraku frachtowca „Río Carcarañá” i łodzi patrolowej PNA „Río Iguazú”.

### I wojna w Zatoce Perskiej

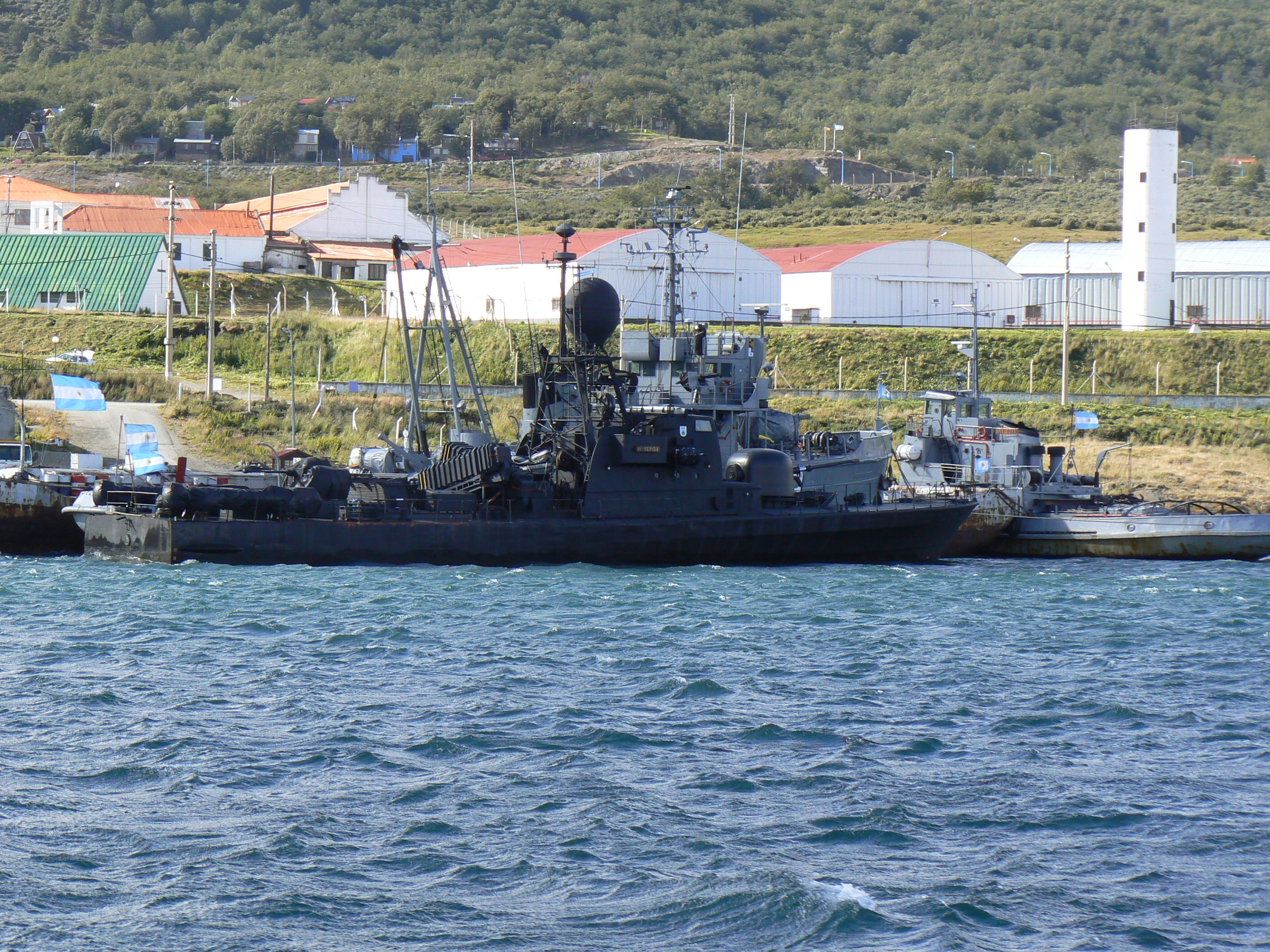
Ścigacz rakietowy typu TNC 45

W trakcie tego konfliktu użyto powtórnie Sea Skua, które wystrzelono po raz pierwszy 24 stycznia 1991 ze śmigłowca Westland Lynx należącego do Royal Navy. Zatopiono dwa irackie trałowce, a trzeci został uszkodzony.
29 stycznia na południe od wyspy Failaka zauważono zespół 17 irackich łodzi desantowych i ścigaczy. Dwie łodzie zostały zatopione przez Westland Lynx należące do Royal Navy za pomocą pocisków kierowanych Sea Skua. Reszta łodzi została zatopiona lub uszkodzona przez lotnictwo z amerykańskiego lotniskowca.
30 stycznia na tym samym obszarze, co dzień wcześniej, odkryto grupę trzech okrętów desantowych projektu 773, trzech ścigaczy rakietowych typu TNC 45 oraz stawiacz min projektu 43. Śmigłowce Westland Lynx z Królewskiej Marynarki Wojennej użyły kierowanych pocisków rakietowych Sea Skua i uszkodziły stawiacz min oraz okręt desantowy, które zostały później zatopione przez samoloty Royal Air Force.
W lutym 1991 roku kuter patrolowy typu Zhuk, okręt minowy i okręt desantowy projektu 773 zostały zatopione przez śmigłowce Westland Lynx z Royal Navy za pomocą kierowanych pocisków rakietowych Sea Skua. Kolejny kuter patrolowy typu Zhuk został uszkodzony.

## Video
- Werbevideo von MBDA für die Sea Skua SL auf youtube.com (en)
- Start einer Sea Skua bei der malaysischen Marine auf youtube.com
- kurz Video über diverse Waffenplattformen für die Sea Skua (en)